# Arthur Smith (musicien)
 (juin 2012).
Si vous disposez d'ouvrages ou d'articles de référence ou si vous connaissez des sites web de qualité traitant du thème abordé ici, merci de compléter l'article en donnant les références utiles à sa vérifiabilité et en les liant à la section « Notes et références ».
Pour les articles homonymes, voir Arthur Smith, Smith et Woodward.
Arthur Smith, né le 1er avril 1921 à Clinton en Caroline du Nord, et décédé le 3 avril 2014 à Charlotte en Caroline du Nord, est un ouvrier du textile devenu compositeur et chanteur multi instrumentiste. Très influencé par le Jazz Swing, il a participé dès les années 1930 à des « String Bands ». Il a composé et enregistré quantité de morceaux instrumentaux swingants et virtuoses qui ont fait sa réputation.

## Biographie
Sa carrière musicale s'étend du milieu des années 1930 aux années 1980. Il a souvent été crédité de « plus grand guitariste de tous les temps ».
Guitariste, violoniste, et joueur de banjo, Arthur Smith a composé le célèbre Guitar Boogie, enregistré en 1945, qui lui a valu son surnom d’Arthur « Guitar Boogie » Smith, également pour le différencier de son homonyme violoniste du Tennessee, « Fiddlin' » Arthur Smith. Ce morceau a été repris par de nombreux artistes, y compris Tommy Emmanuel, également rebaptisé Shuffle Boogie Guitar et joué en version rock 'n' roll par Frank Virtue du groupe The Virtues (en). Franck Virtue servit dans la Marine avec Arthur Smith, qui fut pour lui d'une influence majeure ainsi que nombre d'autres musiciens comme Hank « Sugarfoot » Garland, Roy Clark, Glen Campbell et les pionniers de surf music américain The Ventures.
Arthur Smith est le fils de Clayton Seymour Smith, un ouvrier du textile et de professeur de musique qui a également dirigé la fanfare de la ville de Kershaw, en Caroline du Sud. Le premier instrument d'Arthur Smith fut le cornet à pistons. Arthur Smith a formé, avec ses frères Ralph et Sonny, un groupe de jazz Dixieland, le « Crackerjacks Caroline », brièvement diffusé à la radio, à Spartanburg, Caroline du Sud. Ils eurent un succès limité avec ce genre de jazz, puis il devint l'un des groupes les plus populaires de musique country avant qu'Arthur ne s'installe à Charlotte en Caroline du Nord. Avant la Seconde Guerre mondiale, il était un membre occasionnel de la WBT Briarhoppers Band.
Après son service militaire à l'US Navy, Smith revint à Charlotte, rejoint par ses frères, son épouse Dorothy et le chanteur Roy Lear. Il poursuit sa carrière d'enregistrement et crée sa propre émission de radio Carolina Calling on WBT. Arthur Smith a animé une partie du premier programme de télévision en direct diffusé dès 1951 par la nouvelle station de télévision, WBTV, à Charlotte. Le Arthur Smith Show a également été la première émission de musique country télévisée qui parut pendant 32 ans. Son groupe, rebaptisé Arthur Smith & His Cracker Jacks, devint une institution dans le Sud-Est des États-Unis.
En 1955, Arthur Smith compose un instrumental au banjo qu'il a appelle Feudin’ Banjos et enregistre sa composition avec le banjoiste Don Reno. Plus tard, ce morceau apparait dans le film populaire Délivrance de 1972 sous le titre Dueling Banjos, interprété par Eric Weissberg et Steve Mandel et sans l'autorisation d'Arthur Smith qui doit procéder à une action judiciaire qui lui donne finalement raison pour percevoir ses droits d'auteur.